# 阿列克谢·利亚利科
阿列克谢·利亚利科（Alexey Lyalko，1985年1月12日—），哈萨克斯坦男子自行车運動員。

## 簡歷
2012年2月，阿列克谢·利亚利科參加亞洲單車錦標賽，分別在男子全能賽和團體追逐賽，贏得一金一銅。